# 歐申 (北卡羅萊納州)
歐申（英語：Ocean）是位於美國北卡羅萊納州加特利縣的非建制地區。

## 歷史
歐申的郵局於1891年設立，其後於1927年停運。

## 地理
歐申所處的海拔為高於海平面7米（即23英呎），而該地所採用的時區為UTC-5，即北美东部时区（EST）。同時該地設有夏令時間，為UTC-5調快一小時，即UTC-4（EDT）。